# Come Play
Ven a jugar (Come Play) es una película de terror estadounidense de 2020 escrita y dirigida por Jacob Chase, en su debut como director. Está protagonizada por Gillian Jacobs, John Gallagher Jr., Azhy Robertson, Winslow Fegley y Javier Botet. La película sigue a los padres de un estudiante de escuela primaria con autismo mientras intentan proteger a su pequeño hijo de "Larry", un malvado monstruo que se alimenta de la inocencia de los niños.
Fue lanzado en cines en los Estados Unidos el 30 de octubre de 2020 por Focus Features, y recibió críticas mixtas de los críticos.

## Argumento
Oliver es un niño autista que usa un teléfono inteligente para comunicarse con la gente. Él asiste a la escuela y su madre, Sarah, es la encargada de cuidarlo principalmente; su padre Marty pasa la mayor parte de su tiempo en el trabajo tratando de llegar a fin de mes. El matrimonio de Sarah y Marty se ha vuelto difícil en la medida en que Marty se muda. Una noche, Oliver ve una aplicación en su teléfono inteligente, "Monstruos Incomprendidos", que narra la historia de un monstruo llamado "Larry" quien "solo quiere un amigo". Pronto, a Oliver le empiezan a suceder cosas extrañas después de leer la historia: las luces se apagan solas y una aplicación de su tableta reconoce un rostro inexistente en el aire. En la escuela, Oliver es acosado por sus compañeros debido a su condición. Los bravucones lo atraen a un campo desierto y tiran su teléfono.
Una noche, Sarah organiza una fiesta de pijamas para que Oliver pueda volverse más sociable. Los tres chicos que lo acosaron son invitados a la casa. Oliver esconde la tableta por temor a Larry. Uno de los niños la recupera y lee la historia. Las luces se apagan y aparece Larry, pero solo se puede ver a través de la cámara de la tableta. Larry ataca a Byron cuando se acerca y los niños gritan atemorizados, despertando a Sarah, quien llama a las madres de todos. Los chicos culpan a Oliver por lo que sucedió. En los días siguientes, Sarah comienza a ver las mismas cosas extrañas que vio Oliver. Al enfrentarse a Larry a través de la tableta de Oliver, se entera de que Larry desea llevarse a Oliver a su mundo.
Esa noche, Marty lleva a Oliver a su trabajo de asistente de estacionamiento del turno noche. Larry, que se revela como una criatura esquelética similar a un ghoul, comienza a acecharlos. Finalmente, Marty les cree a Sarah y Oliver. Rompen la tableta y asumen que todo ha terminado. Byron está traumatizado por el incidente en la casa de Oliver, pero aclara lo que realmente sucedió, absolviendo a Oliver de la culpa.
Una noche en el trabajo, Marty es atacado por Larry, que puede viajar a través de la electricidad y generalmente se comunica con la gente a través de pantallas. En la huida con su auto, Marty tiene un accidente y termina hospitalizado. Larry procede a atacar a Oliver en su casa, con la intención de llevarse al niño. Sarah destruye todos los dispositivos eléctricos de la casa, pero la televisión termina de reproducir la historia de Larry antes de que pueda apagarla. Larry toma forma física, pudiendo moverse en la vida real sin el uso de una pantalla, y comienza a acecharlos por toda la casa. Oliver lleva a Sarah al campo donde lo acosaron sus compañeros. Allí, no hay electricidad por lo que Larry no puede seguirlos, pero este usa el teléfono caído de Oliver para aparecerse.
Oliver debe tomar la mano de Larry para entrar en su mundo, pero en el último segundo, Sarah toma la mano de Larry, ofreciéndose a ir con él y convertirse en su amigo en lugar de Oliver. En sus momentos finales, Oliver mira a Sarah a los ojos por primera vez, algo con lo que Sarah ha luchado desde que diagnosticaron a Oliver. Larry se lleva a Sarah y ambos desaparecen, dejando a Oliver solo. Después, Oliver vive con Marty y tienen la intención de lidiar con su pérdida. Marty se involucra más en la terapia de Oliver.
Una noche, las luces se apagan nuevamente y se escuchan ruidos extraños en el piso de abajo. Marty agarra su teléfono y ve a Oliver y Sarah, a quien Larry se la ha llevado, jugando felices. Sarah le dice a su hijo "te protegeré", mientras Marty sonríe.

## Reparto
- Gillian Jacobs como Sarah
- John Gallagher Jr. como Marty
- Azhy Robertson como Oliver
- Winslow Fegley como Byron
- Rachel Wilson como Jennifer
- Javier Botet como Larry

## Lanzamiento
Come Play se estrenó en cines en los Estados Unidos el 30 de octubre de 2020. Anteriormente estaba programada para ser lanzada el 24 de julio de 2020, pero debido a la pandemia de COVID-19 fue reprogramada.

## Recepción
En el sitio web de reseñas Rotten Tomatoes, la película contó con una aprobación del 56% según 99 reseñas, con una calificación promedio de 6/10. El consenso de los críticos del sitio web dijo: "Un aterrador debut en el largometraje de Jacob Chase, Come Play compensa su tono desigual agregando profundidad real a sus estremecedores sustos". En Metacritic, la película tiene una puntuación promedio ponderada de 58 sobre 100, en 21 críticos, lo que indica "críticas mixtas o promedio". Las audiencias encuestadas por CinemaScore le dieron a la película una calificación promedio de "B-" en una escala de A+ a F, mientras que PostTrak informó que el 60% de los miembros de la audiencia le dieron a la película una puntuación positiva, y el 40% dijo que definitivamente la recomendaría.